# Daphnella capensis
Daphnella capensis is een slakkensoort uit de familie van de Raphitomidae. De wetenschappelijke naam van de soort is voor het eerst geldig gepubliceerd in 1892 door G.B. Sowerby III.